# Aqüeducte de la Colònia Sedó
L'Aqüeducte de la Colònia Sedó és una obra del municipi d'Esparreguera (Baix Llobregat) inclosa en l'Inventari del Patrimoni Arquitectònic de Catalunya. Aqüeducte de la fàbrica Sedó, està compost per diferents trams d'arcades que porten l'aigua que s'extreu de la resclosa del Cairat, i que s'extreu del riu Llobregat.